# Kamjanszke
Kamjanszke (ukránul: Кам'янське), 1936–2006 között ukrán nevén Dnyiprodzerzsinszk (Дніпродзержинськ), orosz nevén Dnyeprodzerzsinszk (Днепродзержинск) város Ukrajna Dnyipropetrovszki területén. A Kamjanszkei járás székhelye.  

## Népessége
| Lakosok száma | 239 440 | 235 066 | 229 794 | 226 845 |
|               | 2015    | 2018    | 2021    | 2022    |

## Története
A város első írásos említése 1750-ből származik. Már abban az időben is Kamenszkoje néven ismerték, ami szó szerinti fordításban annyit tesz; köves hely. 
1936-ban a települést Dnyiprodzerzsinszk-re nevezték át, ami emléket állított a Dnyeper folyónak, és Dzerzsinszkijnek a bolsevik titkos rendőrség alapítójának.
2016 [május 16-án a települést újból átnevezték, és visszakapta eredeti nevét.

## Klíma
Kontinentális éghajlatú és száraz. Az éves csapadékmennyiség körülbelül 400 mm. Az átlagos hőmérséklet januárban -6 °C, júliusban 21 °C fok.

## Gazdasága
Jelentős ipari központ, a Dnyeper egyik fontos kikötője. Nehéziparában a fémkohászat, a vegyipar és a gépgyártás dominál.

## Kultúra
Számos ortodox templom épült a városban, ezek közül a legnagyobb a Szent Miklós templom.

## Ökológia
Egyike Ukrajna tíz leglégszennyezettebb városának. A Dnyeper jobb partján elterülő városrész szennyezettebb, köszönhetően az ott épült gyáraknak.

## Híres emberek
A városban született 1906-ban Leonyid Brezsnyev, az SZKP egykori főtitkára.

## Galéria

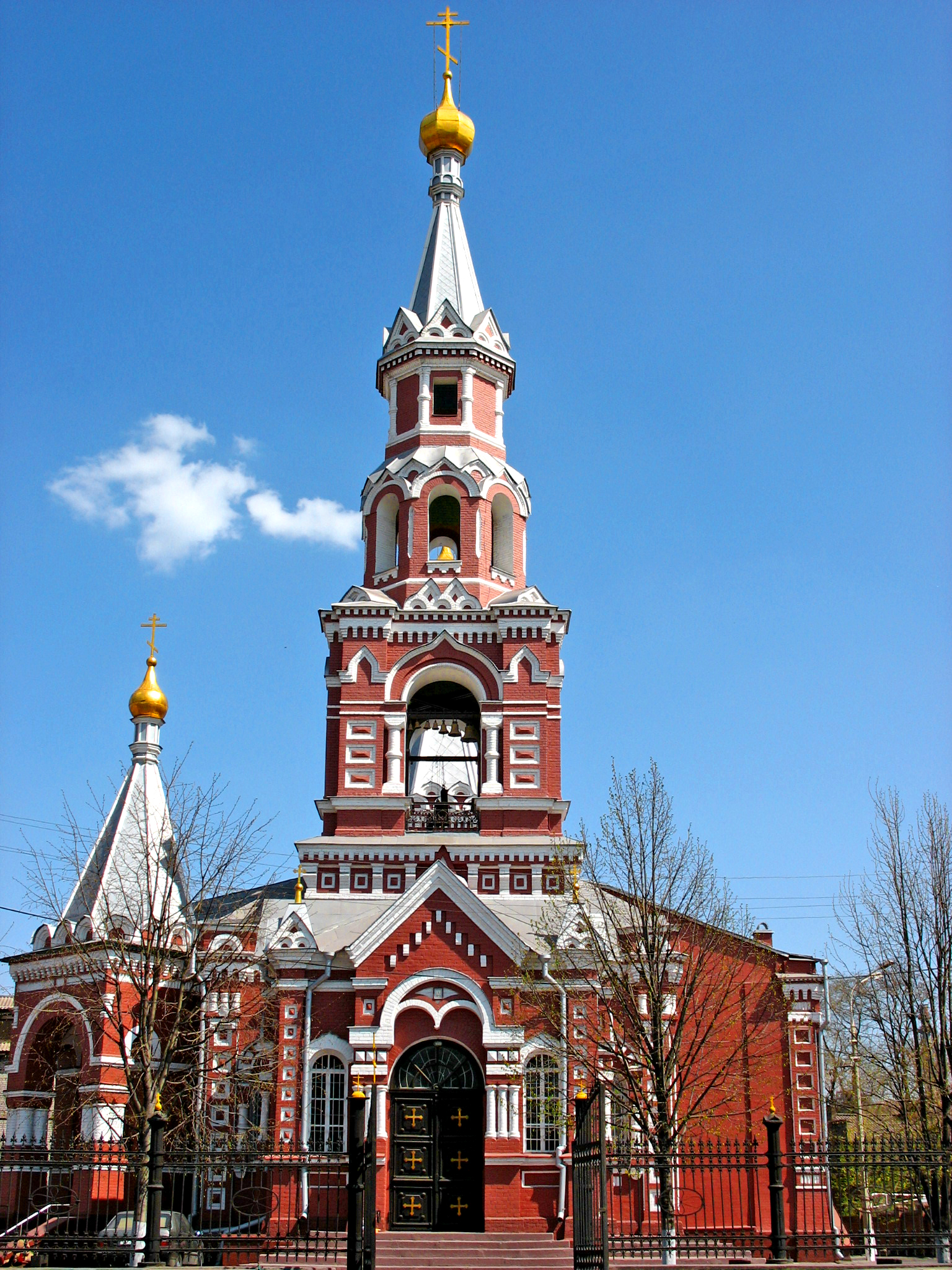
A Szent Miklós ortodox templom
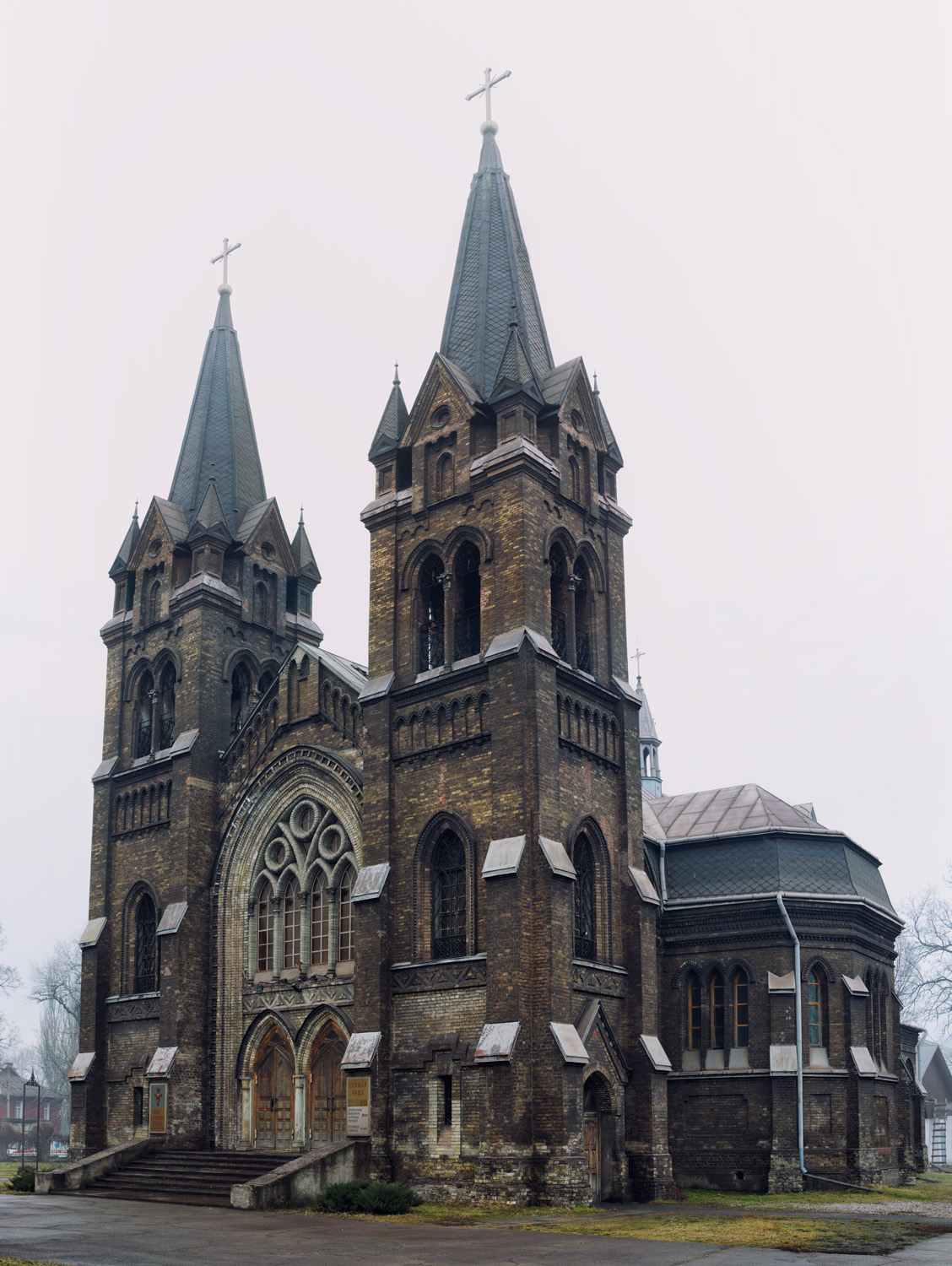
A Szent Miklós római katolikus templom
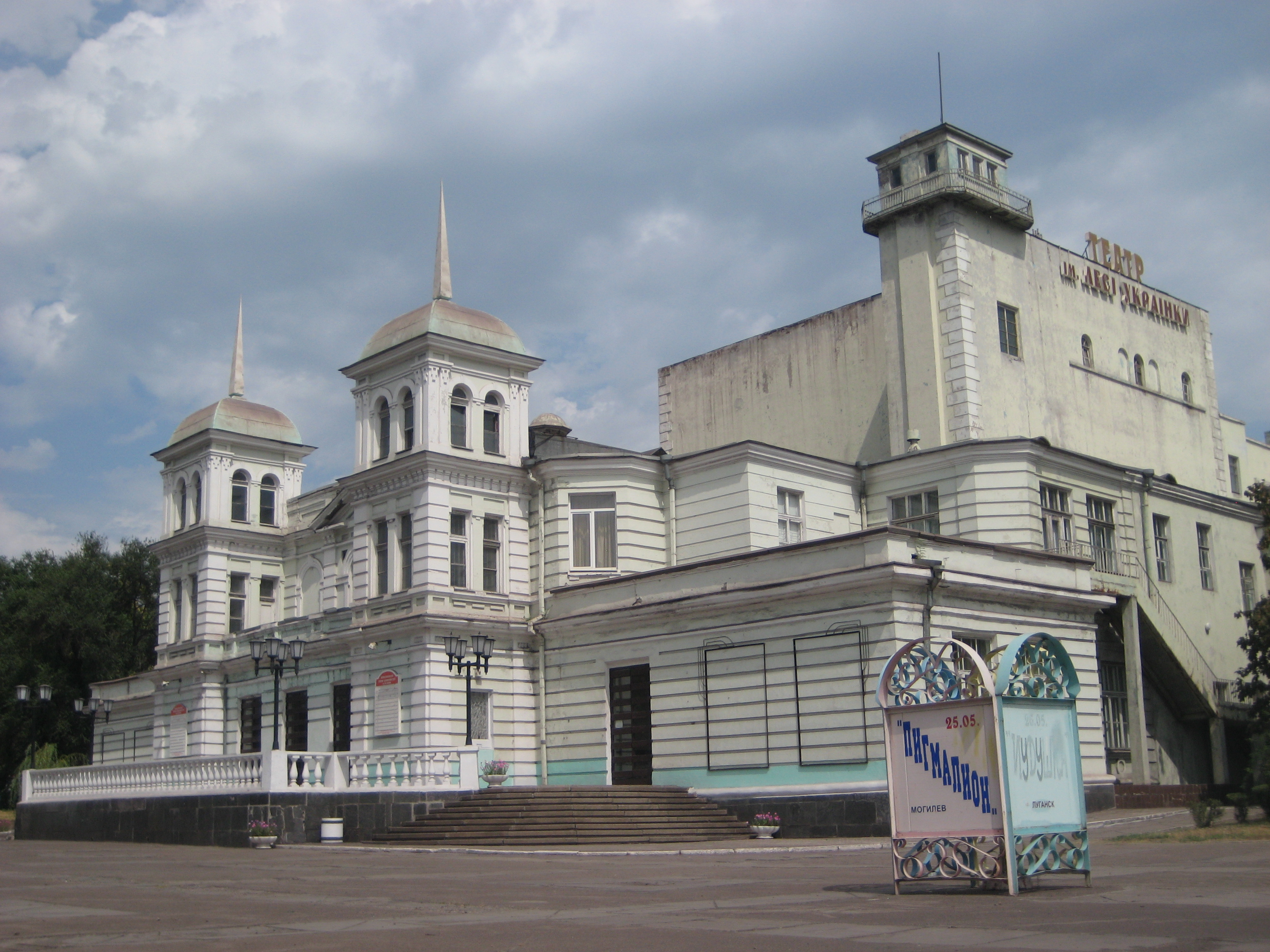
A színház
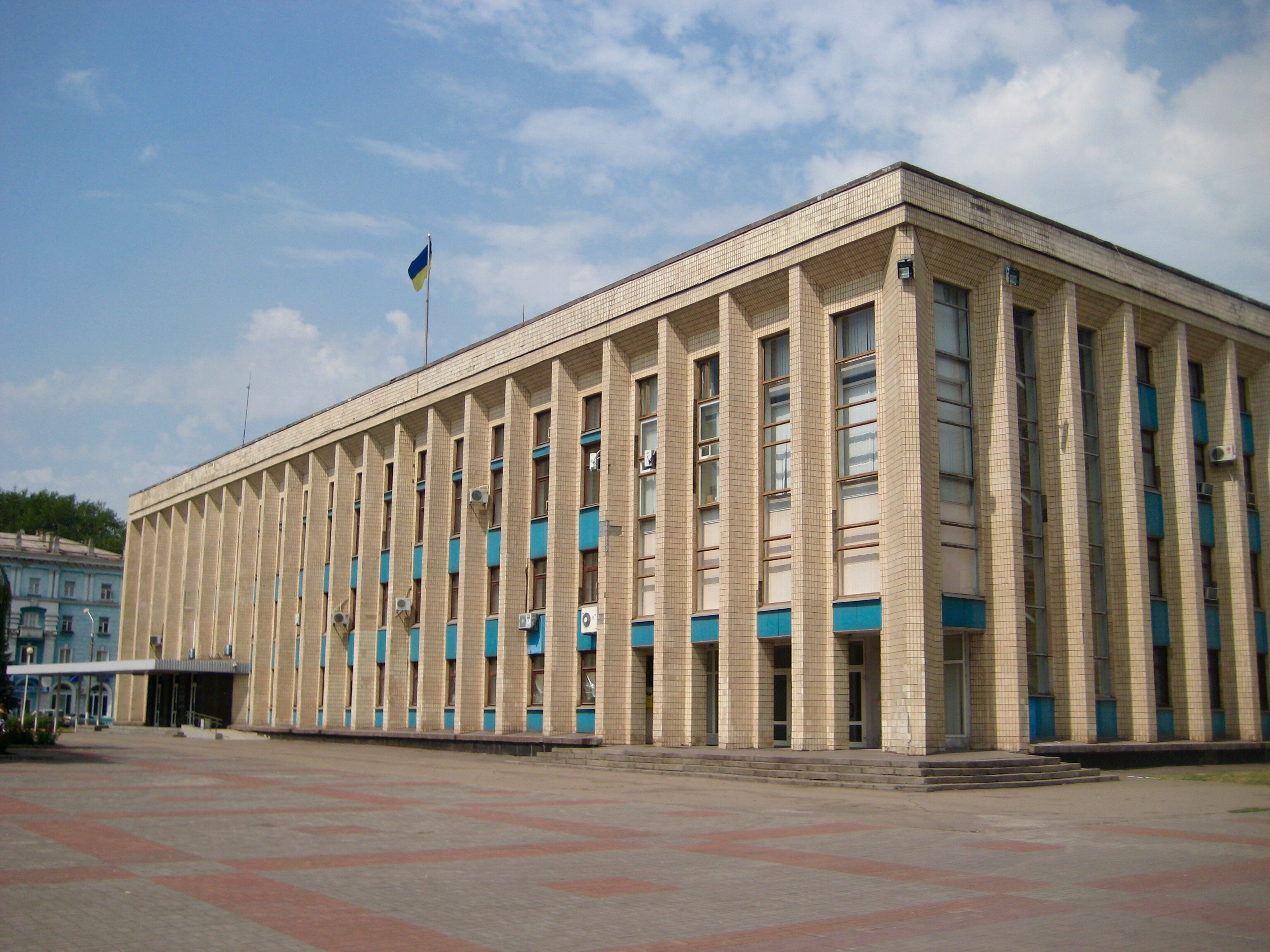
A városháza
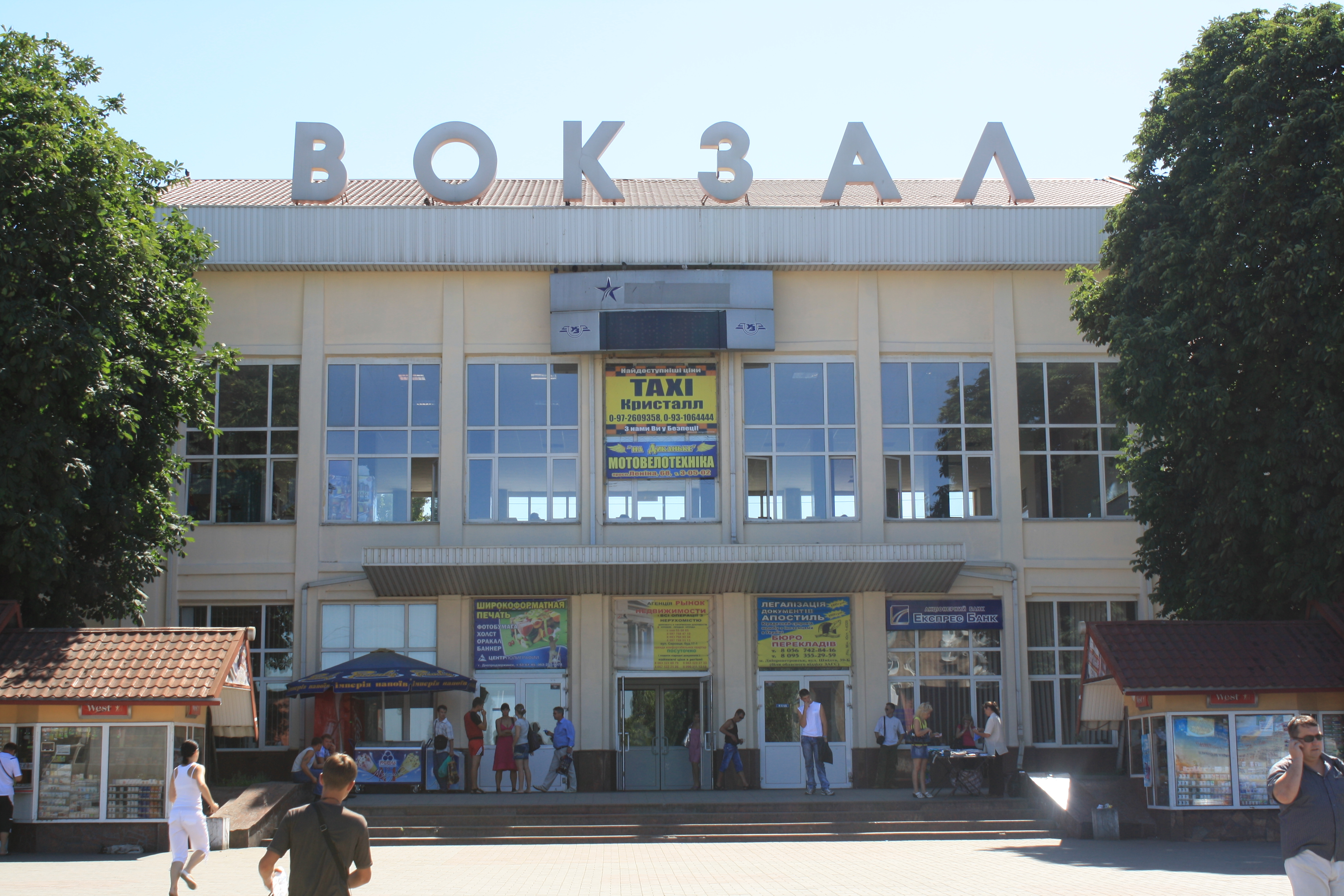
A vasútállomás
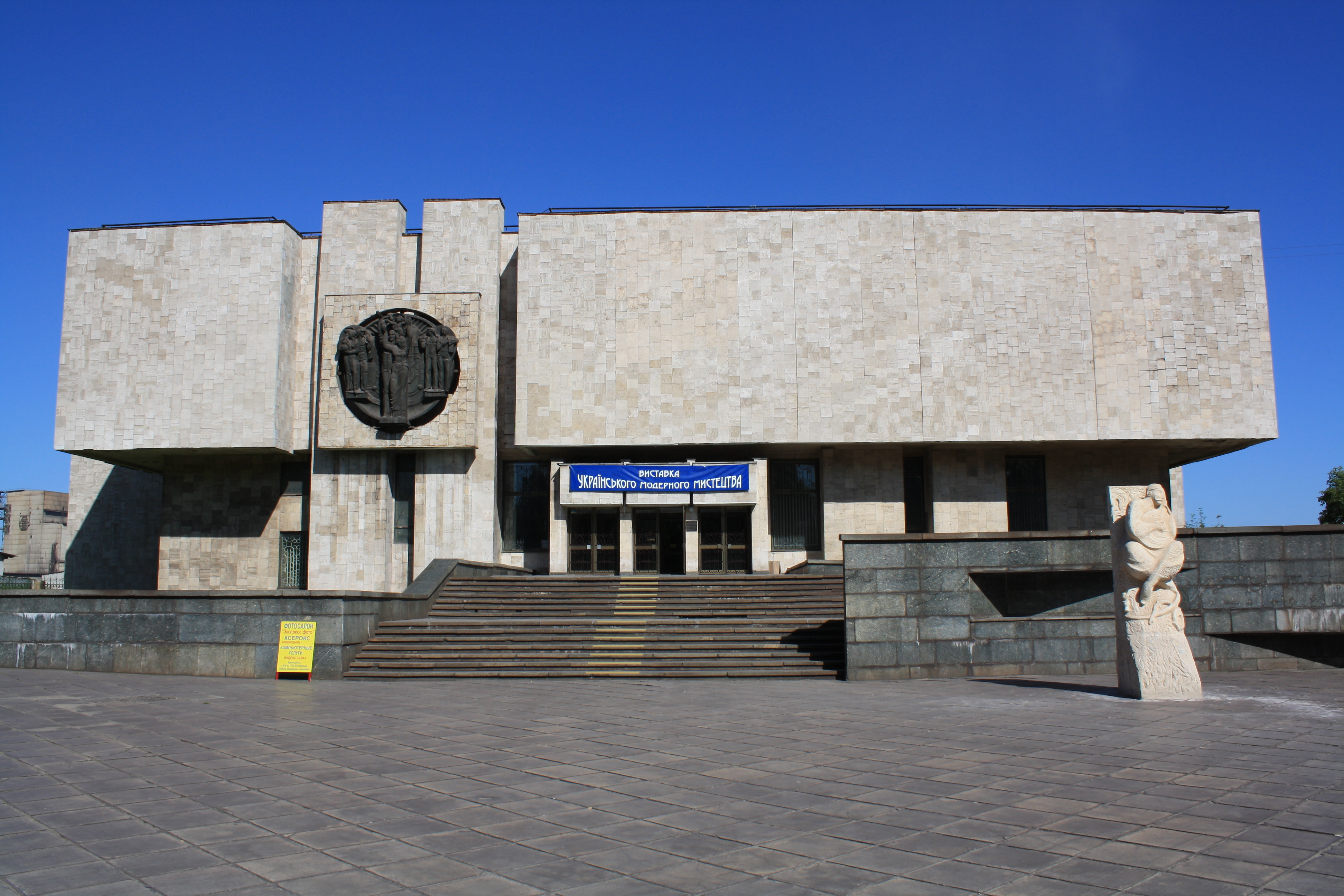
A múzeum